# Amphichaetodon
Amphichaetodon is een geslacht van straalvinnige vissen uit de familie van koraalvlinders (Chaetodontidae).

## Soorten
- Amphichaetodon howensis (Waite, 1903)
- Amphichaetodon melbae Burgess & Caldwell, 1978